# Parabotia mantschurica
Parabotia mantschurica és una espècie de peix de la família dels cobítids i de l'ordre dels cipriniformes.

## Morfologia
Fa 21,5 cm de llargària màxima.

## Hàbitat i distribució geogràfica
És un peix d'aigua dolça, demersal, no migratori i de clima temperat (16 °C-20 °C), el qual viu a Àsia: la conca del riu Amur.

## Observacions
És inofensiu per als humans.